# Campeonato Mundial de Halterofilismo de 2015 - Até 75 kg feminino
A categoria até 75 kg feminino foi um evento do Campeonato Mundial de Halterofilismo de 2015, disputado no Centro de Convenções George R. Brown, em Houston, nos Estados Unidos, no dia 27 de novembro de 2015. 

## Calendário
Horário local (UTC-6) 
| Dia            | Horário | Fase    |
| -------------- | ------- | ------- |
| 27 de novembro | 08:00   | Grupo C |
| 27 de novembro | 10:00   | Grupo B |
| 27 de novembro | 14:55   | Grupo A |

## Medalhistas
| Evento    | Ouro               | Ouro   | Prata              | Prata  | Bronze                    | Bronze |
| --------- | ------------------ | ------ | ------------------ | ------ | ------------------------- | ------ |
| Arranque  | Kang Yue (CHN)     | 127 kg | Rim Jong-sim (PRK) | 125 kg | Svetlana Podobedova (KAZ) | 121 kg |
| Arremesso | Rim Jong-sim (PRK) | 155 kg | Kang Yue (CHN)     | 155 kg | Svetlana Podobedova (KAZ) | 155 kg |
| Total     | Kang Yue (CHN)     | 282 kg | Rim Jong-sim (PRK) | 280 kg | Svetlana Podobedova (KAZ) | 276 kg |

## Recordes
Antes desta competição, o recorde mundial da prova era o seguinte:
| Recorde         | Tipo      | Atleta                    | Peso   | Local    | Data                   |
| Recorde Mundial | Arranque  | Natalya Zabolotnaya (RUS) | 135 kg | Belgorod | 17 de dezembro de 2011 |
| Recorde Mundial | Arremesso | Kim Un-ju (PRK)           | 164 kg | Incheon  | 25 de setembro de 2014 |
| Recorde Mundial | Total     | Natalya Zabolotnaya (RUS) | 296 kg | Belgorod | 17 de dezembro de 2011 |

## Resultado
Os resultados foram os seguintes. 
| Pos.              | Atleta                         | Grupo | Peso  | Arranque (kg) | Arranque (kg) | Arranque (kg) | Arranque (kg)     | Arremesso (kg) | Arremesso (kg) | Arremesso (kg) | Arremesso (kg)    | Total |
| Pos.              | Atleta                         | Grupo | Peso  | 1             | 2             | 3             | Resultado         | 1              | 2              | 3              | Resultado         | Total |
| ----------------- | ------------------------------ | ----- | ----- | ------------- | ------------- | ------------- | ----------------- | -------------- | -------------- | -------------- | ----------------- | ----- |
| Medalha de ouro   | Kang Yue (CHN)                 | A     | 74.78 | 127           | 130           | 130           | Medalha de ouro   | 155            | 158            | 158            | Medalha de prata  | 282   |
| Medalha de prata  | Rim Jong-sim (PRK)             | A     | 73.66 | 120           | 125           | 128           | Medalha de prata  | 150            | 155            | 157            | Medalha de ouro   | 280   |
| Medalha de bronze | Svetlana Podobedova (KAZ)      | A     | 74.85 | 121           | 126           | 126           | Medalha de bronze | 147            | 155            | 155            | Medalha de bronze | 276   |
| 4                 | Nadezhda Evstyukhina (RUS)     | A     | 74.23 | 115           | 121           | 121           | 4                 | 141            | 146            | 151            | 4                 | 261   |
| 5                 | Darya Naumava (BLR)            | A     | 74.23 | 105           | 110           | 115           | 5                 | 135            | 140            | 142            | 5                 | 257   |
| 6                 | Ubaldina Valoyes (COL)         | A     | 74.86 | 105           | 109           | 111           | 7                 | 131            | 135            | 137            | 7                 | 246   |
| 7                 | Jenny Arthur (USA)             | A     | 74.65 | 100           | 103           | 106           | 9                 | 133            | 138            | 140            | 6                 | 244   |
| 8                 | Gaëlle Nayo-Ketchanke (FRA)    | A     | 74.76 | 105           | 108           | 109           | 6                 | 135            | 135            | 138            | 8                 | 244   |
| 9                 | María Fernanda Valdés (CHI)    | A     | 74.87 | 102           | 107           | 107           | 8                 | 130            | 135            | 138            | 9                 | 242   |
| 10                | Jaqueline Ferreira (BRA)       | A     | 74.87 | 102           | 105           | 105           | 10                | 123            | 130            | 133            | 11                | 235   |
| 11                | Kang Yeoun-hee (KOR)           | B     | 74.78 | 98            | 102           | 105           | 16                | 126            | 131            | 136            | 10                | 233   |
| 12                | Alejandra Garza (MEX)          | B     | 74.54 | 98            | 98            | 100           | 17                | 124            | 127            | 127            | 12                | 227   |
| 13                | Rosa Tenorio (ECU)             | B     | 73.82 | 98            | 103           | 105           | 13                | 120            | 123            | 123            | 13                | 226   |
| 14                | Monique Araújo (BRA)           | B     | 75.00 | 105           | 110           | 110           | 11                | 121            | 128            | 128            | 17                | 226   |
| 15                | Yao Chi-ling (TPE)             | B     | 75.00 | 96            | 100           | 103           | 15                | 123            | 123            | 130            | 16                | 226   |
| 16                | Crismery Santana (DOM)         | B     | 74.52 | 100           | 104           | 104           | 12                | 120            | 125            | 125            | 19                | 224   |
| 17                | Ecaterina Tretiacova (MDA)     | B     | 74.68 | 100           | 100           | 104           | 19                | 123            | 123            | 123            | 15                | 223   |
| 18                | Małgorzata Wiejak (POL)        | B     | 75.00 | 100           | 103           | 107           | 14                | 120            | 120            | 124            | 20                | 223   |
| 19                | Hanna Kozenko (UKR)            | B     | 74.67 | 98            | 100           | 100           | 18                | 118            | 123            | 123            | 23                | 218   |
| 20                | Sona Poghosyan (ARM)           | C     | 74.21 | 91            | 95            | 97            | 21                | 115            | 118            | 120            | 18                | 217   |
| 21                | Tamara Salazar (ECU)           | C     | 73.89 | 90            | 94            | 94            | 27                | 120            | 123            | 125            | 14                | 213   |
| 22                | Omadoy Otakuziyeva (UZB)       | C     | 73.18 | 88            | 91            | 94            | 23                | 110            | 114            | 118            | 21                | 212   |
| 23                | Dina Ahmed (EGY)               | B     | 74.20 | 92            | 96            | 97            | 25                | 118            | 118            | 121            | 22                | 210   |
| 24                | Batboldyn Enkhtamir (MGL)      | C     | 70.53 | 90            | 93            | 95            | 22                | 111            | 114            | 117            | 25                | 209   |
| 25                | Ernestina Familia (DOM)        | C     | 70.42 | 90            | 90            | 94            | 26                | 112            | 112            | 114            | 24                | 204   |
| 26                | Camilla Fogagnolo (AUS)        | C     | 72.80 | 84            | 89            | 91            | 29                | 107            | 112            | 114            | 26                | 203   |
| 27                | Meri Ilmarinen (FIN)           | C     | 74.00 | 90            | 90            | 92            | 24                | 110            | 112            | 112            | 27                | 202   |
| 28                | Daysi Hutchinson (CRC)         | C     | 74.89 | 85            | 90            | 90            | 28                | 105            | 110            | 112            | 29                | 195   |
| 29                | Sara Sigmundsdóttir (ISL)      | C     | 70.89 | 80            | 85            | 85            | 31                | 100            | 105            | 110            | 28                | 185   |
| 30                | Erdenebatyn Bilegsaikhan (MGL) | C     | 74.04 | 81            | 84            | 86            | 30                | 95             | 95             | 102            | 30                | 179   |
| —                 | Prabdeep Kaur Sanghera (CAN)   | C     | 74.00 | 96            | 99            | 101           | 20                | 115            | 115            | 115            | —                 | —     |
| —                 | Lidia Valentín (ESP)           | A     | 74.70 | —             | —             | —             | —                 | —              | —              | —              | —                 | —     |
| DSQ               | Olga Zubova (RUS)              | A     | 74.38 | 120           | 124           | 124           | —                 | 150            | 156            | 156            | —                 | —     |